# Fidel Bosch i Llonch
Fidel Bosch i Llonch (Sabadell, 24 d'abril del 1803 – Barcelona, 29 de setembre de 1873) va ser un músic i compositor, que fundà i dirigí l'orquestra Els Fatxendes de Sabadell.

## Biografia
Fill de Francesc Bosch i Cardellach i de Rosa Llonch, va contraure matrimoni als quinze anys: primer amb Maria Comadran i Cañomeras, amb la qual van tenir en Fidel, que va ser músic i professor de clarinet. Després es va tornar a casar, amb Maria Mimó i Estop, filla del fundador d'Els Mimonets i d'Esperança Estop, amb qui va tenir quatre fills: Pau, Vicenç, Joan i Josep. Tots van estudiar música i, a més, van ser professors: de contrabaix (Vicenç), de cornetí (Joan) i de violí (Josep).
Des del començament de la seva infantesa, en Fidel ja va revelar una viva predilecció per la música. Els seus pares el van portar a la capella de música de la parròquia de Sant Feliu de Sabadell, on va començar a estudiar solfeig i violí, l'instrument que més li agradava. A la capella, es va fer amic d'un altre noi que també era escolà de cota o de cor i que pertanyia a la família Muxí, el qual, ja gran, va ser el fundador de l'orquestra Muxins. Ells dos van ser amics excel·lents, conversant sempre del propòsit que tenien de ser músics populars. Durant l'època d'escolà, a en Fidel li van treure el pseudònim de Fatxenda, nom amb què va ser conegut tota la seva vida. Tot just complerts els onze anys, el seu avi i professor de clarinet, Pau Mimó, havia fundat a Sabadell l'orquestra Els Mimonets, formada per cinc músics. A la mort de Pau Mimó, Bosch va ser l'encarregat de dirigir-la, i hom la va començar a anomenar Els Fatxendes, fet que no va agradar en Bosch però que, finalment, va haver d'acceptar. L'orquestra es constituí de forma oficial el 7 de febrer de 1852. Els fills de Bosch van entrar orquestra però per qüestions familiars, durant una època l'orquestra es descompongué en dues, Els Fidels i Els Nois Fidels, fins que finalment es reunificà amb el nom d'Els Fatxendes sota la direcció de Josep Bosch, el fill petit.
Bosch i Llonch va començar a dedicar-se a la composició. La seva música va ser tan ben rebuda que totes les orquestres catalanes la sol·licitaven. La seva producció va ser nombrosa: a part de la dedicada a festes populars, balls i peces de les que aleshores se'n deien de concert, va compondre nombroses misses a dues, tres i quatre veus, amb orgue i orquestra, les quals sovint s'interpretaven a la parroquial de Sant Feliu. Bosch va exercir el seu magisteri a les Escoles Pies de Sabadell durant una bona part de la seva vida. Amb setanta anys, ple de salut i amb la seva característica alegria, el 1873 seguia al capdavant de l'orquestra i participà en la festa major de Sant Feliu de Codines quan, en acabar-se els actes festius amb interpretació de músiques seves, marxà a Barcelona per visitar el seu fill Josep i el seu net, el mestre Eusebi Bosch. Va traspassar de forma inesperada dies després de trobar-se a la capital catalana.
Es conserven obres seves a l'Arxiu Musical del Monestir de Montserrat i als fons musicals de Santa Maria del Pi i de la catedral-basílica del Sant Esperit de Terrassa.